# مانع بن علي
مانع بن علي بن عطية بن منصور بن جماز بن شيحة الحسيني: ولي المدينة المنورة، في سنة 832هـ، واستمر إلى أن قتل في سنة 839هـ، دامت ولايته 8 أشهر وعدة أيام، وتبعه ابنه أميان واليا للمدينة، وكان مانع مشكور السيرة.